# هارولد برت
هارولد برت (انگلیسی: Harold Burt; ۶ مهٔ ۱۸۷۶ –  ۲۰ سپتامبر ۱۹۶۰) ورزشکار ورزش تیراندازی اهل بریتانیا بود.
وی در مسابقات کشوری و بین‌المللی در مجموع برندهٔ ۱ مدال برنز شده‌است.